# Senyo Kogyo
Senyo Kogyo Co.,Ltd. (jap. 泉陽興業株式会社 Sen'yō kōgyō Kabushiki-gaisha) – firma zajmująca się produkcją, wyposażeniem, planowaniem i zarządzaniem parkami rozrywki oraz kurortami z siedzibą w Naniwa w Osace. Jest znana ze swojej silnej pozycji w branży budowy diabelskich młynów.
Firma została założona przez Saburō Yamadę 26 listopada 1958 roku w Chūō w Osace, z kapitałem w wysokości 5 milionów jenów.

## Diabelskie młyny
Najbardziej znane diabelskie młyny wybudowane przez firmę Senyo Kogyo to:
- Cosmo Clock 21 – 107,5 m wysokości, ukończony w 1989 roku, wówczas najwyższy diabelski młyn na świecie; 112,5 m wysokości po ponownym umieszczeniu na wyższej podstawie w 1999 roku i po raz kolejny stał się najwyższym diabelskim młynem na świecie w tamtym czasie[4],
- Daiya to Hana – 117 m wysokości, był drugim co do wysokości na świecie po ukończeniu w 2001 roku[5],
- Tempozan – 112,5 m wysokości, ukończony w 1997 roku, był najwyższy na świecie w latach 1997–1999[6].

## Kolejki górskie
Do 2025 roku włącznie firma Senyo Kyogo zaprojektowała 67 kolejek górskich (78 łącznie z przeniesionymi).
| Nazwa                        | Model                                | Park             | Park                                           | Rok  | Status       |
| ---------------------------- | ------------------------------------ | ---------------- | ---------------------------------------------- | ---- | ------------ |
| Jet coaster                  | Inny                                 | Japonia          | Nagasaki Penguin Aquarium                      | 1972 | usunięta     |
| Jet coaster                  | Inny                                 | Japonia          | Japan Monkey Park                              | 1974 | usunięta     |
| Jet coaster                  | Inny                                 | Japonia          | Tochinoki Family Land                          | 1979 | działa       |
| Atomic                       | Atomic Coaster B2                    | Japonia          | Greenland                                      | 1980 | usunięta     |
| Atomic Coaster               | Atomic Coaster B2                    | Japonia          | Japan Monkey Park                              | 1980 | usunięta     |
| Dolphin                      | Atomic Coaster B2                    | Japonia          | Misaki Park                                    | 1980 | usunięta     |
| Sky Loop                     | Atomic Coaster B2                    | Japonia          | Ikoma Skyland                                  | 1980 | usunięta     |
| Sky Hurricane                | Atomic Coaster B2                    | Japonia          | Odakyu Mukogaoka Yuen                          | 1980 | usunięta     |
| Atomic Coaster               | Atomic Coaster B2                    | Japonia          | Sekitan No Rekishi Mura                        | 1983 | usunięta     |
| Jet coaster                  | Inny                                 | Japonia          | Sekitan No Rekishi Mura                        | 1983 | usunięta     |
| Go! Go! Jet!                 | Inny                                 | Japonia          | Himeji Central Park                            | 1984 | działa       |
| Roller Coaster               | Atomic Coaster B2                    | Japonia          | Jin Jiang Action Park                          | 1985 | usunięta     |
| Triple Looping Coaster       | Atomic Coaster A3                    | Japonia          | Jiangwan Sports Center                         | 1985 | przeniesiona |
| Space Plasma                 | Inny                                 | Japonia          | Expo '85                                       | 1985 | przeniesiona |
| Dragon King                  | Inny                                 | Japonia          | Hokkaido Greenland                             | 1986 | działa       |
| Pandafull Coaster            | Inny                                 | Japonia          | Adventure World                                | 1986 | działa       |
| Atomic Coaster               | Atomic Coaster A3                    | Japonia          | Beijing Shijingshan Amusement Park             | 1986 | usunięta     |
| Camel Coaster                | Inny                                 | Japonia          | '87 Future Tohoku Exposition                   | 1987 | przeniesiona |
| Camel Coaster                | Inny                                 | Japonia          | '88 Saitama Expo                               | 1988 | przeniesiona |
| Camel Coaster                | Inny                                 | Japonia          | Seto Ohashi Memorial Park                      | 1988 | przeniesiona |
| Columbia Double Loop Coaster | Atomic Coaster A2                    | Korea Południowa | Seoul Land                                     | 1988 | działa       |
| Red Falcon                   | Inny                                 | Japonia          | Hirakata Park                                  | 1988 | działa       |
| Camel Coaster                | Inny                                 | Japonia          | Gifu Chubu Mirai Expo                          | 1988 | przeniesiona |
| Camel Coaster                | Inny                                 | Japonia          | Seikan Tunnel Opening Commemorative Exhibition | 1988 | usunięta     |
| Super Camel Coaster          | Inny                                 | Japonia          | '89 Fukuoka Expo                               | 1989 | przeniesiona |
| Cosmic Express               | Inny                                 | Japonia          | '89 Yokohama Exotic Showcase                   | 1989 | przeniesiona |
| Space Coaster                | Inny                                 | Japonia          | '89 Yokohama Exotic Showcase                   | 1989 | przeniesiona |
| Camel Coaster                | Inny                                 | Japonia          | Enakyo Wonderland                              | 1989 | działa       |
| Jet Coaster                  | Inny                                 | Japonia          | Dreamland (park rozrywki)                      | 1989 | działa       |
| Camel Back                   | Inny                                 | Japonia          | Yoshinogawa Yuenchi                            | 1989 | usunięta     |
| Boogie-woogie Space Coaster  | Inny                                 | Japonia          | Space World                                    | 1990 | usunięta     |
| Black Hole 2000              | Inny                                 | Korea Południowa | Seoul Land                                     | 1990 | działa       |
| Big Adventure Coaster        | Inny                                 | Japonia          | Adventure World                                | 1990 | działa       |
| Cosmic Express               | Inny                                 | Japonia          | Kezouji Park                                   | 1990 | działa       |
| Wild Mouse                   | Inny                                 | Japonia          | Kariya-shi Kotsu Jido Yuen                     | 1991 | usunięta     |
| ?                            | Inny                                 | Japonia          | 第8回全国都市緑化北九州フェア                  | 1991 | przeniesiona |
| Wood Land Jet Coaster        | Inny                                 | Japonia          | Pleasure Garden                                | 1991 | działa       |
| Space 2000                   | Inny                                 | Korea Południowa | Gyeongju World                                 | 1991 | usunięta     |
| Jet Coaster                  | Inny                                 | Japonia          | Toyohashi Non Hoi Park                         | 1992 | usunięta     |
| Forest Coaster               | Inny                                 | Japonia          | Japan Expo Toyama                              | 1992 | przeniesiona |
| Rocky Coaster                | Inny                                 | Japonia          | Suzuka International Racing Course             | 1992 | działa       |
| Cycle Coaster                | Inny                                 | Japonia          | Japan Cycle Sports Center                      | 1992 | działa       |
| Express Station              | Atomic Coaster A3                    |                  | Harbin Cultural Park                           | 1993 | usunięta     |
| Highway Coaster              | Inny                                 | Japonia          | Japan Monkey Park                              | 1994 | działa       |
| Monkey Coaster               | Inny                                 | Japonia          | Japan Monkey Park                              | 1994 | działa       |
| Mini Coaster                 | Inny                                 | Japonia          | Porto Europa                                   | 1994 | przeniesiona |
| Jet Coaster                  | Inny                                 | Japonia          | Expo '94                                       | 1994 | usunięta     |
| Jet Coaster                  | Inny                                 | Japonia          | Hachinohe Park                                 | 1995 | działa       |
| Jet Coaster                  | Inny                                 | Japonia          | Kodomo-no-Kuni                                 | 1996 | usunięta     |
| Jungle Mouse                 | Inny                                 | Korea Południowa | Goseokjeong Land                               | 1996 | nieczynna    |
| Corkscrew Coaster            | Inny                                 |                  | Chengdu Amusement Park                         | 1996 | usunięta     |
| Delphis the Coaster          | Inny                                 | Japonia          | FestivalGate                                   | 1997 | usunięta     |
| Little Adventure             | Inny                                 | Japonia          | Adventure World                                | 1998 | działa       |
| Mini Coaster                 | Inny                                 | Japonia          | ETO Land Hayahi No Mine                        | 1999 | nieczynna    |
| Diving Coaster: Vanish       | Inny                                 | Japonia          | Yokohama Cosmo World                           | 1999 | działa       |
| Loopen                       | Atomic Coaster B2                    |                  | Katoli's World                                 | 1999 | usunięta     |
| Atomic Coaster               | Atomic Coaster B2                    | Korea Południowa | Dreamland                                      | 1999 | usunięta     |
| Double Loop Roller Coaster   | Atomic Coaster A2                    |                  | Honey Lake Entertainment City                  | 2000 | usunięta     |
| Snoopy's Great Race          | Inny                                 | Japonia          | Universal Studios Japan                        | 2001 | usunięta     |
| Stellar Coaster              | Inny                                 | Japonia          | Lagunasia                                      | 2002 | działa       |
| Jet Coaster Super Dolphin    | Inny                                 | Japonia          | Uminonakamichi Seaside Park                    | 2002 | usunięta     |
| Korottruck                   | Inny                                 | Japonia          | Hirakata Park                                  | 2003 | działa       |
| ?                            | Inny                                 | Japonia          | Ogród Zoologiczny w Kumamoto                   | 2003 | usunięta     |
| Dolphin Coaster              | Inny                                 | Japonia          | Adventure World                                | 2003 | usunięta     |
| Mad Mouse                    | Inny                                 | Japonia          | Pleasure Garden                                | 2005 | usunięta     |
| Mad Mouse                    | Inny                                 | Japonia          | Expoland                                       | 2005 | usunięta     |
| Jet Coaster                  | Inny                                 |                  | Pearl Land                                     | 2005 | usunięta     |
| Loop & Screw                 | Inny                                 |                  | Pearl Land                                     | 2005 | usunięta     |
| Go! Go! Banana Coaster       | Kid's Coaster / Custom               | Japonia          | Japan Monkey Park                              | 2006 | działa       |
| Pirate's Blast               | Inny                                 | Japonia          | Lagunasia                                      | 2007 | działa       |
| Family Banana Coaster        | Kid's Coaster / Family BananaCoaster | Japonia          | Yokohama Cosmo World                           | 2007 | działa       |
| Dragon                       | Inny                                 | Japonia          | Family Ailand You                              | 2007 | działa       |
| Kids Coaster                 | Kid's Coaster / Custom               | Japonia          | Kariya-shi Kotsu Jido Yuen                     | 2008 | działa       |
| Kid's Coaster Kujira Ku-Chan | Kid's Coaster / Custom               | Japonia          | Akashi Park                                    | 2008 | działa       |
| Banana Coaster               | Kid's Coaster / Family BananaCoaster | Japonia          | Pleasure Garden                                | 2009 | działa       |
| Family Banana Coaster        | Kid's Coaster / Family BananaCoaster | Japonia          | Haikara't Yokocho                              | 2013 | działa       |
| Nonhoi Coaster               | Kid's Coaster / Family BananaCoaster | Japonia          | Toyohashi Non Hoi Park                         | 2015 | działa       |
| Tomorrow Coaster             | Kid's Coaster / Custom               | Japonia          | Kisarapia                                      | 2016 | działa       |